# Trận Camlann
Tương truyền, Trận Camlann (tiếng Wales: Cad Camlan hoặc Brwydr Camlan) là trận đánh giữa vua Arthur và kẻ thù (một số phiên bản sau này của câu chuyện kể là người con hoặc cháu của ông) là Mordred. Trận đánh này là chiến thắng cuối cùng của Arthur: sau khi tiêu diệt Mordred trong một trận chiến dữ dội và chọc thủng đội hình quân Mordred, ông bị thương chí mạng và hy sinh khi đang chém giết tàn binh của Mordred. Quân đội của Arthur đã làm chủ được trận địa, nhưng vị thủ lĩnh của họ không còn nữa.

## Trong sử sách
Tài liệu cổ nhất có đề cập đến trận Camlann là Annales Cambriae vào thế kỷ thứ X. Annales ghi nhân rằng trận đánh diễn ra vào năm 537, và có nói đến Mordred (Medraut) nhưng không cho biết rằng ông và Arthur đánh lẫn nhau.
 Gueith camlann in qua Arthur et Medraut corruerunt.
(Trận Camlann nơi Arthur và Medraut (Mordred) tử vong.)
Sau này, tư liệu về trận đánh có thể được tìm thấy trong bộ Historia Regum Britanniae của Geoffrey xứ Monmouth, bộ Alliterative Morte Arthure, và trong truyện cổ tích The Dream of Rhonabwy của người Wales vào thế kỷ thứ XIII.
Không rõ trận đánh diễn ra ở đâu, nhưng người ta đã chỉ ra một số địa bàn có khả năng.